# Eugène Criqui
Eugène Criqui (Belleville, 15 agosto 1893 – Noisy-le-Grand, 7 luglio 1977) è stato un pugile francese.

## Carriera
Professionista dal 1910, la International Boxing Hall of Fame lo ha riconosciuto fra i più grandi pugili di ogni tempo. Campione del mondo dei pesi piuma nel 1923, fu antagonista di Johnny Kilbane e Johnny Dundee, e morì cieco in una casa di riposo.